# Pseudostenidea rufescens
Pseudostenidea rufescens är en skalbaggsart som beskrevs av Stefan von Breuning 1953. Pseudostenidea rufescens ingår i släktet Pseudostenidea och familjen långhorningar. Inga underarter finns listade i Catalogue of Life.